# Levantellininae
Levantinellinae es una subfamilia de foraminíferos bentónicos de la familia Mesoendothyridae, de la superfamilia Loftusioidea, del suborden Loftusiina y del orden Loftusiida. Su rango cronoestratigráfico abarca desde el Calloviense (Jurásico inferior) hasta el Kimmeridgiense (Jurásico superior).

## Discusión
Clasificaciones previas elevaron Levantinellinae a la categoría de familia (Familia Levantellinidae), y la incluyeron en el suborden Textulariina, en el orden Textulariida o en el orden Lituolida.

## Clasificación
Levantinellinae incluye a los siguientes géneros:
- Levantinella †